# 銀色車禍
銀色車禍（雙重災難）是美國藝術家安迪·華荷1963年的網版印刷作品。

## 簡介
畫作是華荷描繪死亡與災難的一系列作品之一，分作左右兩部分。左方為車禍照片的15張印本，當中車身嚴重損壞，一名男子倒在車裏；右方留空。左右的關係可解讀作具體的事故本身與意識上抽象、永恆的死亡。
此作在拍賣前的26年來只公開展示過一次。

## 拍賣
此作是華荷最後一個私人收藏的印刷作品，存於一名歐洲的收藏家20年。
在2013年11月蘇富比的一場當代藝術品的拍賣中，經由5名投標人的競投並最後以1億5百萬美元賣出，買家的身份沒有公開。此作原本估價為6至8千萬美元，但結果打破八個貓王的紀錄並成為華荷最高價賣出的作品。

## 另見
- 最昂貴畫作列表